# ریچارد بریندلی
ریچارد بریندلی (انگلیسی: Richard Brindley؛ زادهٔ ۵ مهٔ ۱۹۹۳) بازیکن فوتبال اهل بریتانیا است.
از باشگاه‌هایی که در آن بازی کرده‌است می‌توان به باشگاه فوتبال روترهام یونایتد، باشگاه فوتبال کولچستر یونایتد، باشگاه فوتبال اسکانتورپ یونایتد، باشگاه فوتبال آکسفورد یونایتد، باشگاه فوتبال چسترفیلد، و باشگاه فوتبال چلمزفورد سیتی اشاره کرد.